# Парламентские выборы в НДРЙ (1978)
Парламентские выборы были проведены в Южном Йемене между 16 и 18 декабря 1978 года. Это первые выборы с момента обретения независимости в 1967 году, 175 кандидатов (все связаны с Йеменской Социалистической партии, единственным легальным участником) на 111 мест. явка избирателей, как сообщается, 91.27%.

## Избирательная система
Из 111 членов парламента были избраны большинством в восьмидесяти округах, с избирателями, имеющих одинаковое количество голосов, разным количеством свободных мест в своем избирательном округе.

## Результаты
| Участник                                                                        | Голосов | %    | Мест |
| ------------------------------------------------------------------------------- | ------- | ---- | ---- |
| Йеменская Социалистическая Партия                                               | 596,787 | 100  | 111  |
| Недействительные голоса                                                         | 763     | –    | –    |
| Общая                                                                           | 597,550 | 100  | 111  |
| Зарегистрированных избирателей/явка                                             | 654,685 | 91.3 | –    |
| Источник: Nohlen и соавт., МС Архивная копия от 7 марта 2016 на Wayback Machine |         |      |      |